# Boubacar Diop
Pour les articles homonymes, voir Diop.
 (juin 2024).
La mise en forme du texte ne suit pas les recommandations de Wikipédia : il faut le « wikifier ».
Les points d'amélioration suivants sont les cas les plus fréquents :
- Les titres sont pré-formatés par le logiciel. Ils ne sont ni en capitales, ni en gras.
- Le texte ne doit pas être écrit en capitales (les noms de famille non plus), ni en gras, ni en italique, ni en « petit »…
- Le gras n'est utilisé que pour surligner le titre de l'article dans l'introduction, une seule fois.
- L'italique est rarement utilisé : mots en langue étrangère, titres d'œuvres, noms de bateaux, etc.
- Les citations ne sont pas en italique mais en corps de texte normal. Elles sont entourées par des guillemets français : « et ».
- Les listes à puces sont à éviter, des paragraphes rédigés étant largement préférés. Les tableaux sont à réserver à la présentation de données structurées (résultats, etc.).
- Les appels de note de bas de page (petits chiffres en exposant, introduits par l'outil «  Source ») sont à placer entre la fin de phrase et le point final[comme ça].
- Les liens internes (vers d'autres articles de Wikipédia) sont à choisir avec parcimonie. Créez des liens vers des articles approfondissant le sujet. Les termes génériques sans rapport avec le sujet sont à éviter, ainsi que les répétitions de liens vers un même terme.
- Les liens externes sont à placer uniquement dans une section « Liens externes », à la fin de l'article. Ces liens sont à choisir avec parcimonie suivant les règles définies. Si un lien sert de source à l'article, son insertion dans le texte est à faire par les notes de bas de page.
- La présentation des références doit suivre les conventions bibliographiques. Il est recommandé d'utiliser les modèles {{Ouvrage}}, {{Chapitre}}, {{Article}}, {{Lien web}} et/ou {{Bibliographie}}. Le mode d'édition visuel peut mettre en forme automatiquement les références.
- Insérer une infobox (cadre d'informations à droite) n'est pas obligatoire pour parachever la mise en page.

Pour une aide détaillée, merci de consulter Aide:Wikification.
Si vous pensez que ces points ont été résolus, vous pouvez retirer ce bandeau et améliorer la mise en forme d'un autre article.
Boubacar Diop dit Promotion, né le 24 avril 1937 et mort le 23 décembre 2023, est un journaliste et écrivain sénégalais. Un des pionniers de la presse libre au Sénégal, il a fondé les publications Echos du Sénégal et Promotion.

## Jeunesse et carrière
Boubacar Diop a eu une carrière variée avant de se consacrer au journalisme. Membre de la classe 57, il a servi dans l'armée, puis a travaillé comme greffier et agent des impôts et domaines. Plus tard, il occupera le rôle de chargé de mission au sein de la SENELEC.

## Journalisme et militantisme
En 1965, Diop a fondé Echos du Sénégal. Il a ensuite passé la direction de ce journal à son ami et collaborateur Mame Less Dia pour créer en 1972 Promotion, un journal mensuel puis hebdomadaire connu pour sa liberté de ton et devenu une voix majeure dans le paysage médiatique sénégalais des années 80, grâce à la plume acerbe mais alerte de Diop. Il a souvent été surnommé la "terreur" des présidents Léopold Sédar Senghor et Abdou Diouf, en raison de ses critiques virulentes contre leurs gouvernements.
Son engagement pour une presse libre et son militantisme ont conduit à plusieurs emprisonnements, notamment en 1986 après une interview avec Abdoulaye Wade, le principal opposant de Diouf à l'époque.

## Transition vers la spiritualité
Avec l'âge, Boubacar Diop a progressivement délaissé le journalisme pour se consacrer à la spiritualité. Il a créé le bimensuel Takhwa (crainte d'Allah), qui traitait des questions religieuses et spirituelles. Il a également publié un essai, Yaqine, le Daara Eternel, dans lequel il développe sa méthode d'apprentissage religieuse et explique ses formules coraniques.

## Œuvres littéraires
Diop a également été un écrivain prolifique. Il a publié plusieurs pamphlets, tracts et œuvres sous des pseudonymes variés. Parmi ceux-ci, on compte :
- Et les menteurs se tairont[5].
- Reubeuss ou l'expérience de la foi[6]
- Yaqine, le Daara éternel